# Libertalia
Libertatia (o Libertalia) è una leggendaria colonia anarchica fondata da un gruppo di pirati sotto il comando del capitano Henry Avery, verso la fine del Seicento. Si diceva che fosse situata in una enclave nella regione settentrionale del Madagascar e che la sua storia avesse abbracciato un lasso di tempo di circa venticinque anni.
La maggior parte delle fonti sostiene che si estendesse dalla baia d'Antongil a Mananjary, Fianarantsoa includendo l'Île Sainte-Marie. Quest'area in seguito divenne il Regno di Zana-Malata. Altre fonti la collocano al centro della baia di Antongil. I pirati Thomas Tew, il provenzale Olivier Misson, ex ufficiale della marina francese, insieme all'ex prete domenicano Angelo Caraccioli, sono stati indicati tra i fondatori della leggendaria colonia pirata.
Libertalia venne descritta per la prima volta in un libro chiamato A General History of the Most Notorious Pirates (Storia generale dei pirati) del Capitano Charles Johnson (ritenuto in precedenza uno pseudonimo di Daniel Defoe), pubblicato a Londra nel 1724.

## Descrizione
Il motto dell'utopia pirata era "per Dio e la libertà", la sua bandiera era bianca, in contrasto con il noto Jolly Roger, nero e raffigurante un teschio umano. Si presume fossero cristiani; dichiaravano guerra contro gli stati oppressivi e i legislatori, attaccando le loro navi, facendo prigionieri e liberando gli schiavi. Chiamavano loro stessi "Liberi" e sostenevano molti dei principi della democrazia diretta, vivevano sotto un regolamento comunale cittadino, una sorta di propria corporazione di pirateria dei lavoratori. Possedevano un codice di condotta comune e utilizzavano un sistema di governo basato sull'elezione di rappresentanti rieleggibili. I pirati crearono una nuova lingua per i loro coloni.
Sembra che il capitano William Kidd avesse visitato Libertalia nel 1697, quando vi si fermò per intraprendere le riparazioni della sua nave, e che vi abbia perso metà del suo equipaggio.
Qualche estratto ripreso da The history of the pyrates volume II (sempre scritto dal capitano Charles Johnson):

## Influenza culturale
William S. Burroghs, nel suo romanzo La febbre del ragno rosso (Adelphi, Milano 1996), riprende la leggenda del capitano Mission e della sua fede anarchica.
Il videogioco per Playstation 4 Uncharted 4: Fine di un ladro è incentrato sulla ricerca di Libertalia e tratta anche di Henry Avery e dei suoi presunti fondatori.

## Filmografia
- Contro tutte le bandiere (Against All Flags), diretto da George Sherman (1952), in cui la repubblica è ambientata nella baia di Diego Suarez.
- Il pirata del re (The King's Pirate), diretto da Don Weis (1967). Un remake di Against All Flags.